# Crobenia eyrensis
Crobenia eyrensis là một loài bọ cánh cứng trong họ Cleridae. Loài này được Blackburn miêu tả khoa học đầu tiên năm 1891.